# John Cooper Clarke
John Cooper Clarke (25 januar 1949, Salford, Lancashire) er en sanger og digter fra Storbritannien. Han blev berømt i 1970'erne som "punkpoet".

## Biografi
John Cooper Clarkes karriere tog fart i 1970’erne, da hans ord blev indspillet under navnet The Invisible Girls med musik af Peter Shelley fra Buzzcocks samt Vini Reilly fra The Durutti Columns og den legendariske producer Martin Hannett bag roret. Snart var Clarke en prominent figur i det sprudlende punkmiljø og varmede op for navne som Joy Division, The Fall, New Order og Duran Duran, mens han optrådte som speciel guest med Sex Pistols, Buzzcocks og The Clash.
I starten af 1980’erne udgav han sin første digtsamling ’10 Years in An Open Necked Shirt’, der i dag står som en af de bedst sælgende poesibøger i Storbritannien, Canada og Australien. Siden har han udgivet et væld af albums, og han var senest aktuel med digtsamlingen ‘The Luckiest Guy Alive’ i 2018.
Clarke udgav sin selvbiografi ‘I Wanna Be Yours’ i 2020, hvor titlen er hentet fra hans berømte digt af samme navn (som Alex Turner med Arctic Monkeys lavede et cover af på albummet ‘AM’ fra 2013). I bogen kommer Clarke omkring de vilde unge dage i Manchester, den senere berømmelse i punkmiljøet, sin kamp med stofafhængighed og sin status i dag som ikon på den britiske punk scene.

## Diskografi

### Albums
- Où est la maison de fromage? (1978), Rabid
- Disguise in Love (1978), Epic - AUS No. 100[4]
- Walking Back to Happiness (1979), Epic (Live album)
- Snap, Crackle & Bop (1980), Epic - UK No. 26,[1] AUS No. 99[4]
- Zip Style Method (1982), Epic - UK No. 97[1]
- This Time It's Personal with Hugh Cornwell (2016), Sony - UK No. 34
- The Luckiest Guy Alive (2018), Macmillan Digital Audio

#### Opsamlingsalbum
- Me and My Big Mouth (1981), Epic
- Word of Mouth: The Very Best of John Cooper Clarke (2002), Sony
- Anthologia (2015), Sony

### Digtsamlinger
- Ten Years in an Open Necked Shirt (1983), Arena
- The Luckiest Guy Alive (2018), Picador

### Prosa
- Memoir: I Wanna Be Yours (2020), Picador